# Metrópole do Éfeso
Metrópole do Éfeso (em grego: Μητρόπολις Εφέσου) foi um território eclesiástico (metrópole) do Patriarcado de Constantinopla no oeste da Ásia Menor, na atual Turquia. O cristianismo na cidade do Éfeso foi introduzido já pelo século I por Paulo, o Apóstolo. A comunidade cristã local compreendia uma das Sete Igrejas da Ásia mencionadas no Livro da Revelação, escrito por João, o Apóstolo. A metrópole permaneceu ativa até 1922-1923.

## História

### Cristianismo Primitivo

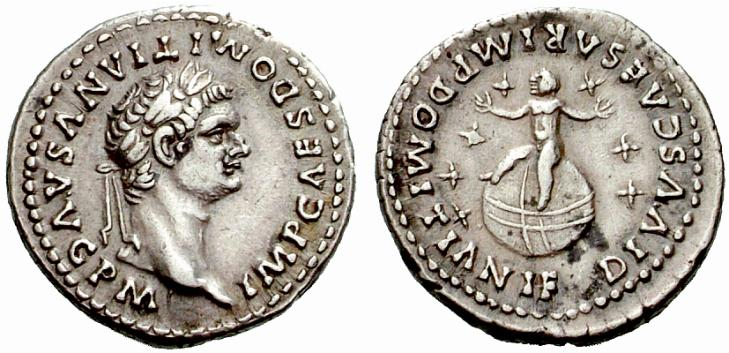
Denário de Domiciano r.

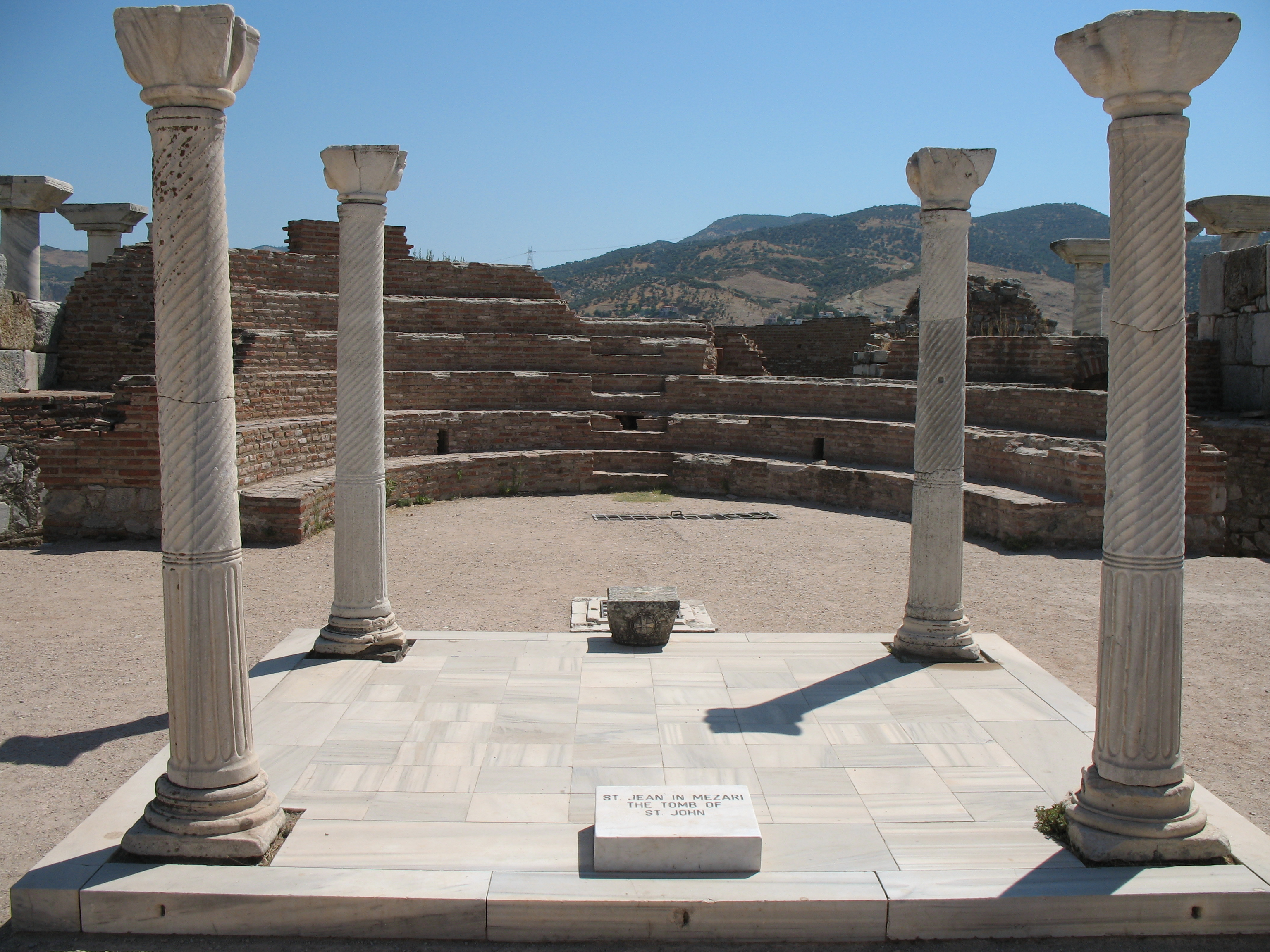
Túmulo de

Houve uma comunidade judaica em Éfeso por mais de 300 anos quando Paulo, o Apóstolo visitou a cidade em torno de 53. Paulo partiu em sua terceira jornada missionária em 54. Ele gastou três meses lecionando numa sinagoga num esforços de convencer os judeus a aceitar a união com os gentis do cristianismo, mas sem sucesso. Pelos próximos dois anos ele ficou no Éfeso procurando converter os judeus e gentis helenizados, e parece ter feito muitas conversões.
Tradicionalmente diz-se que João, o Apóstolo (4–100) teria chegado no Éfeso durante o período quando Agripa I (r. 37–44) estava suprimindo a Igreja de Jerusalém. Lá, estão registros de João sendo preso pelo imperador Domiciano (r. 81–96). Ele foi libertado no final de sua vida e retornou para o Éfeso, onde pensa-se que escreveu seu evangelho. A tradição afirma que a Virgem Maria viveu no Éfeso próximo de João. Apolo, um judeu de Alexandria que era discípulo de João, o Batista, chegou ao Éfeso e encontrou-se com Áquila e Priscila.
O cânone cristão identifica a Epístola aos Efésios como uma carta da Igreja no Éfeso, e João de Patmos menciona a igreja como uma das Sete Igrejas da Ásia no Livro da Revelação. Na Revelação (Revelação 2:1–3), a perseverança da igreja, escrutínio em direção a alegados apóstolos e ódio dos nicolaítas são louvados, mas diz-se que a igreja tem "deixado seu primeiro amor", pelo que a Revelação chama pelo retorno dele.
Com base nestas tradições, geralmente acredita-se que a cidade abrigou uma comunidade cristã significativa já nos séculos I-II. Éfeso é associado com a vida de vários santos do período, tal como Filipe, o Evangelista, irmão de Barnabé, Hermione, Aristóbulo, Paulo de Tebas, Adaucto e sua irmã Calístene. Também cogita-se que Maria Madalena viveu ali. Contudo, segundo a tradição cristã, o primeiro bispo do Éfeso foi Timóteo, aluno de Paulo. Após o século IV, o cristianismo e paganismo coexistiram na cidade, mas o cristianismo tornou-se a religião dominante no curso do tempo. Isso é principalmente evidente com base na conversão de monumentos religiosos, o aumento do uso de símbolos cristão, bem como a destruição de vários locais pagãos de culto. O apóstolo João tem seu túmulo no Éfeso.

### Antiguidade Tardia

Mapa das dioceses da Ásia Menor, onde consta a Pisídia

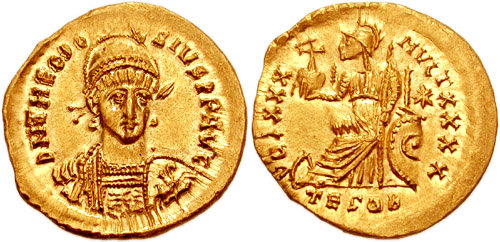
Soldo de Teodósio II r.

Após o Primeiro Concílio do Éfeso (325) e a organização da administração eclesiástica nas províncias romanas, Éfeso tornou-se a sé duma metrópole, com o nome metropolita sendo eleito pelos bispos de sua província. A organização precoce da Igreja equiparou-se àquela do Império Romano, e como Éfeso era a cidade mais importante da província da Ásia, seus bispos tornaram-se "metropolitas da Ásia", um título que permaneceu em uso muito depois da província deixar de existir.
Com base na importância desta sé, os metropolitas efésios reclamaram autoridade regional bem maior que as fronteiras de sua própria província eclesiástica, compreendendo boa parte da Ásia Menor, mas essa ambição foi ameaçada pela ascensão do Patriarcado de Constantinopla, um processo cimentado por um dos cânones do Segundo Concílio Ecumênico de 381 que deu ao bispo de Constantinopla precedência sobre todos os outros bispos que não o bispo de Roma. Embora as ambições efésias foram apoiadas pelo rival de Constantinopla, o Patriarcado de Alexandria, no Concílio da Calcedônia em 451 suas reivindicações sofreram um baque decisivo. O bispo da vizinha Esmirna, que havia sido subordinado do Éfeso e sua maior rival local pela proeminência na província da Ásia, tornou-se um arcebispo autocéfalo, enquanto o Éfeso foi despromovido para segunda posição entre as sés sujeitas a Constantinopla, depois de Cesareia Mázaca na Capadócia. Estes foram grandes reveses, que a concessão do título de "exarca da Diocese da Ásia" para os metropolitas efésios não podiam melhorar.
No século V, a metrópole esteve envolvida em várias disputas eclesiásticas. O Primeiro Concílio do Éfeso foi realizado em 431, e o Segundo Concílio do Éfeso, por vezes chamado de "Concílio Roubado", foi realizado em 449. O patriarca Cirilo de Alexandria (r. 412–444) presidiu o primeiro concílio, que foi convocado pelo imperador Teodósio II (r. 408–450) para resolver a controvérsia nestoriana. O bispo efésio Memnão, apoiado por Cirilo, condenou o arcebispo de Constantinopla Nestório por heresia. O julgamento foi realizado apressadamente, antes dos apoiantes orientais de Nestório pudessem chegar. Quando a delegação oriental liderada pelo patriarca antioqueno João I (r. 428–441) chegou eles ficaram escandalizados com o que havia acontecido e presidiram seu próprio julgamento. Eles consideraram Cirilo e Memnão culpados e prenderam-os e receberam uma severa reprimenda imperial. Cirilo subornou oficiais do governo para readquirir sua posição. Dois anos depois, João e Cirilo chegaram a um acordo mútuo que temporariamente resolveu a disputa, até o papa Dióscoro I de Alexandria, o Campeão da Ortodoxia, conveniar o Segundo Concílio do Éfeso.

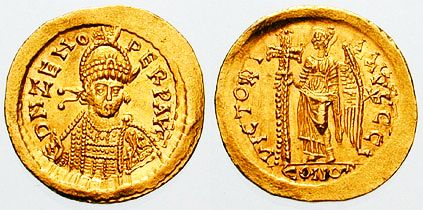
Soldo de Zenão (r. 474–475; 476–491)

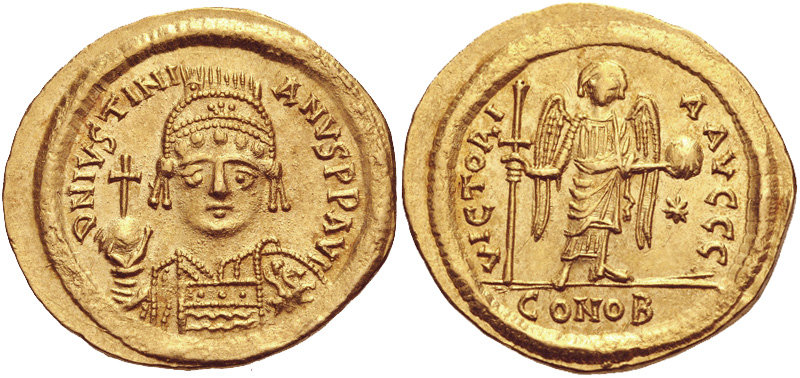
Soldo de Justiniano r.

Em 475, o miafisista patriarca de Alexandria Timóteo I (r. 475–476), apoiado pelo imperador Basilisco (r. 475–476), restaurou o miafisista Paulo como metropolita do Éfeso durante o concílio conveniado na cidade, que tratou da questão de aceitar a circular miafisista de Basilisco. O patriarca Acácio de Constantinopla (r. 472–489) recusou-se a aceitar estas decisões e forçou o imperador a anulá-las. Os bispos da Diocese da Ásia renunciaram as decisões do concílio, enquanto o metropolita efésio Paulo foi deposto durante o segundo reinado do imperador Zenão (r. 476–491).
Entre os metropolitas efésios mais importantes do século VI estava Hipácio (ca. 530) e João. O primeiro lançou uma campanha contra o monofisitismo e cooperou estreitamente com o imperador Justiniano (r. 527–565) em várias questões eclesiásticas. Por outro lado, o metropolita miafisista João foi um missionário significativo, que pregou na cidade do Éfeso bem como no vale vizinho do rio Meandro e Sárdis. Sob permissão de Justiniano, converteu aproximados 80 000 pagãos ao cristianismo.

### Período bizantino médio e tardio
Éfeso continuou a desempenhar um papel ativo nas várias disputas eclesiásticas durante o período medieval. Quando a iconoclastia eclodiu (século VIII), o metropolita Teodósio foi um ardente advogado contra os ícones. Contudo, alguns dos clérigos locais recusaram-se a implementar uma política oficial que condenava o culto das imagens. Isso resultou em medidas estatais drásticas, incluindo a intervenção do exército, sob o general Miguel Lacanodraco, e expulsões massivas de monges.

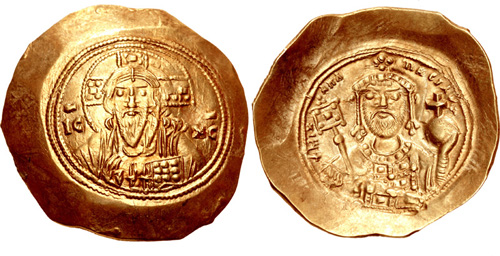
Histameno de r.

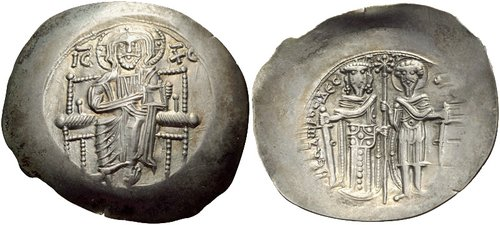
Áspro traqueia de r.

No séculos seguintes a metrópole manteve seu poder na hierarquia eclesiástica. Na Notititae Episcopatuum de período bizantino médio e tardio, Éfeso continuou a ser classificada em segundo lugar, depois de Cesareia, entre as metrópoles do Patriarcado de Constantinopla. Na segunda metade do século IX, após a promoção do arcebispado autocéfalo de Esmirna como uma metrópole separada, Éfeso perdeu controle sobre três bispados: Foceia, Magnésia no Sípilo e Clazômenas, que permaneceram sob a metrópole recém-criada. Na primeira metade do século XI, o estilita São Lázaro viveu sobre uma coluna nos confins do Monge Galésio, alguns quilômetros ao norte da cidade. O metropolita deu pouca atenção ao santo, e frequentemente foi suspeito ou abertamente hostil a ele.
Quando o imperador Miguel VII Ducas (r. 1071–1018) foi deposto em 1078, ele foi feito bispo do Éfeso. Após dois anos a cidade foi capturada pelos turcos seljúcidas, e ele retornou para Constantinopla onde viveu o resto de sua vida. Durante os anos após a queda de Constantinopla para a Quarta Cruzada (1204), a metrópole foi parte do Império de Niceia. O Patriarcado de Constantinopla foi transferido para Niceia neste período e isso levou ao aumento do prestígio dos metropolitas efésios. O imperador Teodoro I Láscaris (r. 1207/8–1222) casou-se com uma princesa latina e em 1219 iniciou negociações para unir as igrejas. O então metropolita do Éfeso, Nicolau Mesarita, foi um dos principais oponentes desta política. Ele também foi muito influente na eleição dos patriarcas ecumênicos. Os metropolitas locais também estiveram envolvidos no cisma arsenita, que dizia respeito às questões levantadas após a deposição do patriarca Arsênio I em 1259. Pelo fim do reinado da dinastia lascárida a igreja do Éfeso parece ter sido rica. O metropolita Nicéforo foi para Niceia em 1206 com grande quantidade de dinheiro e foi eleito como patriarca, embora morreu logo depois.

### Período Otomano

Metrópoles gregas ortodoxas anatólias ca. 1880

Miguel Luludes foi o último metropolita efésio antes da conquista da cidade pelos turcos ocorrida em outubro de 1304 ou 1305. Ele escapou para Creta e os turcos converteram a Igreja de São João Evangelista numa mesquita. Apesar disso, devido a sua antiga proeminência a hierarquia da Igreja Ortodoxa Grega fez esforços extraordinários para manter a sé ativa. Um novo metropolita, Mateus, não foi eleito até 1329, e levou 10 anos de tentativas infrutíferas e subornos dos emires locais antes que ele pudesse finalmente tomar residência em sua sé. Após chegar no Éfeso ele teve de lidar com a hostilidade dos novos governantes, enquanto todas as igrejas já haviam sido convertidas em mesquitas. Mateus foi finalmente permitido utilizar uma pequena capela como sua nova catedral. Em 1368, o patriarca ecumênico emitiu um pronunciamento unindo o metropolita de Pírgio com o Éfeso "para sempre"; o documento assinala que a metropolitana efésio não havia sido capaz pelos três anos anteriores de reintroduzir a sua igreja devido à hostilidade local. Mas mesmo esta união não evitou o declínio ainda maior do metropolita, e por 1387 a pequena comunidade não podia apoiar nem mesmo um pequeno sacerdote; como resultado, ao metropolita foi concedido as sés de Pérgamo, Clazômenas e Nova Foceia.

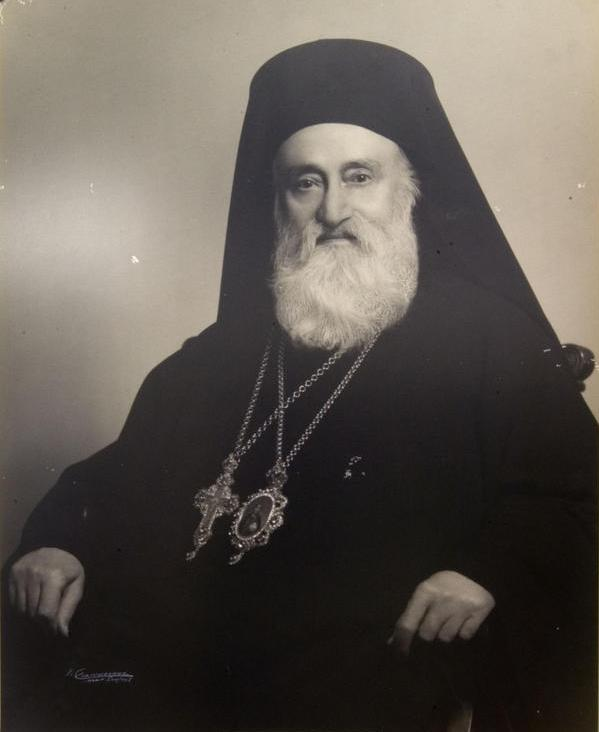
O futuro, último metropolita efésio

Dificuldades similares também foram enfrentadas no século XV pelo metropolita Marcos Eugênico, um importante membro da delegação grega no Concílio de Ferrara-Florença para discutir a reunião das igrejas em 1438-1439. Marcos foi o porta-voz das delegações ortodoxas e opôs-se fortemente a qualquer compromisso com os católicos romanos e fez muito para evitar que a união ocorresse. Mais adiante, como resultado da conquista otomana e subsequente introdução do islamismo na região no século XIV, o elemento cristão local declinou dramaticamente. Isso teve um impacto negativo na administração eclesiástica, pois as conversões da população indígena — frequentemente pela força — foram em larga escala.
Durante o século XVI, a sé da metrópole mudou-se para Teira (moderna Tire), enquanto provavelmente durante o final do século XVII foi transferida para Magnésia no Sípilo (moderna Manisa). Do século XVII, como resultado do aumento do elemento grego ortodoxo na Anatólia, algumas novas metrópoles foram criadas e consequentemente a área da Metrópole do Éfeso foi reduzida. No entanto, a jurisdição da diocese do Éfeso ainda incluía uma vasta área na Anatólia Ocidental e foi dividida em três distritos metropolitanos: Magnésia, Cordélio e Cidônies (moderna Ayvalik).
Em 1821, durante o massacre que eclodiu em Constantinopla, como retaliação da Guerra de independência da Grécia, o metropolita efésio Dionísio estava entre os membros do alto clero grego ortodoxo que foram executados pelas autoridades otomanas. No começo do século XX a área da metrópole foi ainda mais reduzida com a criação de metrópoles adicionais, como aquelas de Cidônies (1908) e Pérgamo (1922). Boa parte da diocese tornou-se parte da Zona de Ocupação de Esmirna controlada pelos gregos em 1919. Contudo, devido aos eventos da Guerra Greco-Turca de 1919–1922, o elemento ortodoxo local evacuou a região na Troca de populações grego-turca. Por esta época, o último a exercer a função de metropolita foi o futuro Crisóstomo II de Atenas.

## Bispos conhecidos
- São Timóteo - primeiro bispo efésio;
- Onésimo - segundo bispo efésio;
- Sete dos parentes de Onésimo;
- Caio;
- Polícrates - fl. 130-196;
- Apolônio - fl. 220;
- Heráclides - fl. 403;
- Memnão - fl. 440;
- Bassiano - ca. 444;
- Estêvão (448–451) - participante do Concílio da Calcedônia e primeira fonte registrada dos setes dormidores de Éfeso;
- Paulo - bispo miafisista em 475;
- João - fl. 507-588;
- Hipácio (ca. 530);
- Teodósio III - ca. 729-745;
- Teodósio - fl. 754;
- Gregório - fl. 914-927;
- Teodoro (r. 1014–1018/1019);
- Ciríaco (r. 1018/1019(?)–1037);
- Miguel VII Ducas - ca. 1080;
- Nicolau Mesarita - ca. 1207;
- Nicéforo - 1260;
- José II - fl. 1393;
- Marcos - ca. 1395-1438;
- Dionísio - 1821;
- Ântimo VII - 1837;
- Crisóstomo II - 1922.

## Monumentos de culto

### Monumentos antigos

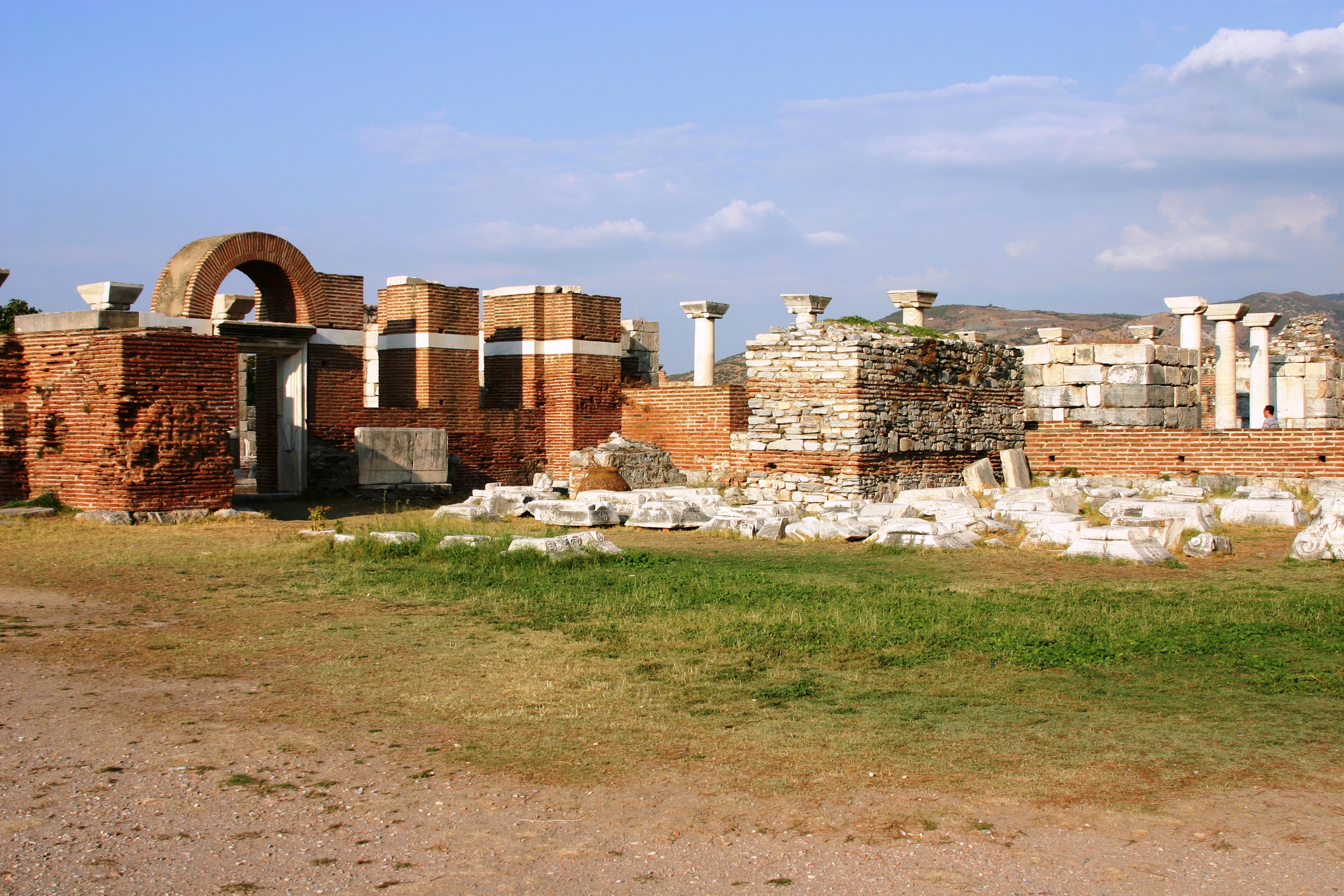
Ruínas da Basílica de São João

No Éfeso e área circundante um considerável número de mosteiro foram fundados muito provavelmente já no começo do período bizantino. Depois, no século XI, uma nova comunidade monástica foi criada ao norte da cidade, que consistiu de vários mosteiros, conhecidos como Monte Galésio. Entre estres mosteiros, três foram fundados por São Lázaro: o Mosteiro do Santo Salvador, a Teótoco e da Ressurreição. Segundo as tradições cristãs, o Éfeso foi o local de sepultamento de vários santos e mártires cristãos. São Timóteo foi martirizado no Monte Pião, atualmente no Monte Panair.
Outros alegam que Filipe, o Evangelista, Santa Hermione, Maria Madalena, Paulo de Tebas, Aristóbulo e os mártires Adaucto e sua irmã Calístene estão ali enterrados. Contudo, nenhum monumento relacionado com quaisquer destes santos foi ainda escavado no Monte Panair. Segundo um relato do século XII, os peregrinos podiam cultuar as relíquias de 300 pessoas santas, como aquelas de São Alexandre e Maria Madalena. Outro sítio peregrinal significativo foi a caverna das Sete Crianças Dormidoras. Devido a santidade do local, vários notáveis durante o período medieval expressaram seu desejo de serem enterrados próximo do recinto. Durante este período, um complexo de capelas, mausoléus e tumbas foram erigidos próximo do sítio.

### Monumentos sobreviventes
A Igreja de São João, o Evangelista foi provavelmente erigido durante o século II ou III e era o mais importante centro de peregrinação efésio. Foi construído sobre sua tumba, no sítio de um santuário mais antigo. No século VI, o imperador Justiniano custeou a construção duma basílica de três naves no mesmo local. A tradição afirma que a igreja, além dos objetos pessoais de João, abrigou a pedra sobre a qual o corpo de Jesus foi erguido após a Deposição da Cruz.